# رضور
رضور، روستایی از توابع بخش مرکزی شهرستان دورود در استان لرستان ایران است.

## جمعیت
این روستا در ۱۵ کیلومتری شهرستان دورود قرار دارد و براساس سرشماری مرکز آمار ایران سرشماری عمومی نفوس و مسکن سال ۱۳۹۵ جمعیت آن ۶۰۰ نفر (۹۰خانوار) بوده‌است.